# Kabinet-Ikeda II
Het kabinet-Ikeda II (Japans: 第2次池田内閣) was de regering van het Keizerrijk Japan van 8 december 1960 tot 9 december 1963.

## Kabinet-Ikeda II (1960–1963)
| Ambtsbekleder                                                | Ambtsbekleder      | Ambtsbekleder                            | Functie                                    | Ambtstermijn    | Ambtstermijn    | Partij |
| ------------------------------------------------------------ | ------------------ | ---------------------------------------- | ------------------------------------------ | --------------- | --------------- | ------ |
|                                                              | Hayato Ikeda       | Hayato Ikeda 池田勇人 (1899–1965)        | Premier                                    | 19 juli 1960    | 9 november 1964 | LDP    |
|                                                              | Masayoshi Ohira    | Masayoshi Ohira 大平正芳 (1910–1980)     | Secretaris- generaal                       | 19 juli 1960    | 18 juli 1962    | LDP    |
|                                                              |                    | Kurogane Yasumi 黒金泰美 (1910–1986)     | Secretaris- generaal                       | 18 juli 1962    | 18 juli 1964    | LDP    |
|                                                              |                    | Ken Yasui 安井謙 (1911–1986)             | Minister van Binnenlandse Zaken            | 8 december 1960 | 18 juli 1962    | LDP    |
| Voorzitter van de Commissie voor Openbare Orde en Veiligheid |                    | Ken Yasui 安井謙 (1911–1986)             |                                            | 8 december 1960 | 18 juli 1962    | LDP    |
|                                                              |                    | Hirosaku Shinoda 篠田弘作 (1899–1981)    | Minister van Binnenlandse Zaken            | 18 juli 1962    | 18 juli 1963    | LDP    |
| Voorzitter van de Commissie voor Openbare Orde en Veiligheid |                    | Hirosaku Shinoda 篠田弘作 (1899–1981)    |                                            | 18 juli 1962    | 18 juli 1963    | LDP    |
|                                                              |                    | Takashi Takashi 早川崇 (1916–1982)       | Minister van Binnenlandse Zaken            | 18 juli 1963    | 25 maart 1964   | LDP    |
| Voorzitter van de Commissie voor Openbare Orde en Veiligheid |                    | Takashi Takashi 早川崇 (1916–1982)       |                                            | 18 juli 1963    | 25 maart 1964   | LDP    |
|                                                              | Zentaro Kosaka     | Zentaro Kosaka 小坂善太郎 (1912–2000)    | Minister van Buitenlandse Zaken            | 19 juli 1960    | 18 juli 1962    | LDP    |
|                                                              | Masayoshi Ohira    | Masayoshi Ohira 大平正芳 (1910–1980)     | Minister van Buitenlandse Zaken            | 18 juli 1962    | 18 juli 1964    | LDP    |
|                                                              | Mikio Mizuta       | Mikio Mizuta 水田三喜男 (1905–1976)      | Minister van Financiën                     | 19 juli 1960    | 18 juli 1962    | LDP    |
|                                                              | Kakuei Tanaka      | Kakuei Tanaka 田中角栄 (1918–1993)       | Minister van Financiën                     | 18 juli 1962    | 3 juni 1965     | LDP    |
|                                                              |                    | Koshiro Ueki 植木庚子郎 (1900–1980)      | Minister van Justitie                      | 8 december 1960 | 18 juli 1962    | LDP    |
|                                                              | Kunio Nakagaki     | Kunio Nakagaki 中垣國男 (1911–1987)      | Minister van Justitie                      | 18 juli 1962    | 18 juli 1963    | LDP    |
|                                                              | Konobu Kaya        | Konobu Kaya 賀屋興宣 (1889–1977)         | Minister van Justitie                      | 18 juli 1963    | 18 juli 1964    | LDP    |
|                                                              | Etsuzaburo Shiina  | Etsuzaburo Shiina 椎名悦三郎 (1898–1979) | Minister van Economische Zaken             | 8 december 1960 | 18 juli 1961    | LDP    |
|                                                              | Eisaku Sato        | Eisaku Sato 佐藤榮作 (1901–1975)         | Minister van Economische Zaken             | 18 juli 1961    | 18 juli 1962    | LDP    |
|                                                              |                    | Hajime Fukuda 福田一 (1902–1997)         | Minister van Economische Zaken             | 18 juli 1962    | 18 juli 1964    | LDP    |
|                                                              |                    | Kimi Furui 古井喜実 (1903–1995)          | Minister van Volksgezondheid en Welzijn    | 8 december 1960 | 18 juli 1961    | LDP    |
|                                                              | Hirokichi Nadao    | Hirokichi Nadao 灘尾弘吉 (1899–1994)     | Minister van Volksgezondheid en Welzijn    | 18 juli 1961    | 18 juli 1962    | LDP    |
|                                                              |                    | Eichi Nishimura 西村英一 (1897–1987)     | Minister van Volksgezondheid en Welzijn    | 18 juli 1962    | 18 juli 1963    | LDP    |
|                                                              |                    | Takeharu Kobayashi 小林武治 (1899–1988)  | Minister van Volksgezondheid en Welzijn    | 18 juli 1963    | 18 juli 1964    | LDP    |
|                                                              | Hirohide Ishida    | Hirohide Ishida 石田博英 (1914–1993)     | Minister van Arbeid                        | 19 juli 1960    | 18 juli 1961    | LDP    |
|                                                              | Kenji Fukunaga     | Kenji Fukunaga 福永健司 (1910–1988)      | Minister van Arbeid                        | 18 juli 1961    | 18 juli 1962    | LDP    |
|                                                              | Takeo Ohashi       | Takeo Ohashi 大橋武夫 (1904–1981)        | Minister van Arbeid                        | 18 juli 1962    | 18 juli 1964    | LDP    |
|                                                              | Masuo Araki        | Masuo Araki 荒木万寿夫 (1901–1973)       | Minister van Onderwijs                     | 19 juli 1960    | 18 juli 1963    | LDP    |
|                                                              | Hirokichi Nadao    | Hirokichi Nadao 灘尾弘吉 (1899–1994)     | Minister van Onderwijs                     | 18 juli 1963    | 18 juli 1964    | LDP    |
|                                                              | Takedayu Kogure    | Takedayu Kogure 木暮武太夫 (1893–1967)   | Minister van Transport en Infrastructuur   | 8 december 1960 | 18 juli 1961    | LDP    |
|                                                              | Noboru Saito       | Noboru Saito 斎藤昇 (1903–1973)          | Minister van Transport en Infrastructuur   | 18 juli 1961    | 18 juli 1962    | LDP    |
|                                                              |                    | Kentaro Ayabe 綾部健太郎 (1890–1972)     | Minister van Transport en Infrastructuur   | 18 juli 1962    | 18 juli 1964    | LDP    |
|                                                              | Hideo Suto         | Hideo Suto 周東英雄 (1898–1981)          | Minister van Landbouw, Bosbouw en Visserij | 8 december 1960 | 18 juli 1961    | LDP    |
|                                                              | Ichiro Kohno       | Ichiro Kohno 河野一郎 (1898–1965)        | Minister van Landbouw, Bosbouw en Visserij | 18 juli 1961    | 18 juli 1962    | LDP    |
|                                                              |                    | Masayuki Shigemasa 重政誠之 (1897–1981)  | Minister van Landbouw, Bosbouw en Visserij | 18 juli 1962    | 18 juli 1963    | LDP    |
|                                                              |                    | Munenori Akagi 赤城宗徳 (1904–1993)      | Minister van Landbouw, Bosbouw en Visserij | 18 juli 1963    | 3 juni 1965     | LDP    |
|                                                              | Yoshiteru Kogane   | Yoshiteru Kogane 小金義照 (1898–1984)    | Minister van Communicatie en Post          | 8 december 1960 | 18 juli 1961    | LDP    |
|                                                              | Hisatsune Sakomizu | Hisatsune Sakomizu 迫水久常 (1902–1977)  | Minister van Communicatie en Post          | 18 juli 1961    | 18 juli 1962    | LDP    |
|                                                              | Sakae Teshima      | Sakae Teshima 手島栄 (1896–1963)         | Minister van Communicatie en Post          | 18 juli 1962    | 8 januari 1963  | LDP    |
|                                                              |                    | Kyutaro Ozawa 小沢久太郎 (1900–1967)     | Minister van Communicatie en Post          | 8 januari 1963  | 18 juli 1963    | LDP    |
|                                                              |                    | Shinzo Koike 古池信三 (1903–1983)        | Minister van Communicatie en Post          | 18 juli 1963    | 18 juli 1964    | LDP    |

Yoshida I ·
Katayama ·
Ashida ·
Yoshida II ·
Yoshida III ·
Yoshida IV ·
Yoshida V ·
I. Hatoyama I ·
I. Hatoyama II ·
I. Hatoyama III ·
Ishibashi ·
Kishi I ·
Kishi II ·
Ikeda I ·
Ikeda II ·
Ikeda III ·
Sato I ·
Sato II ·
Sato III ·
K. Tanaka I ·
K. Tanaka II ·
Miki ·
T. Fukuda ·
Ohira I ·
Ohira II ·
Suzuki ·
Nakasone I ·
Nakasone II ·
Nakasone III ·
Takeshita ·
Uno ·
Kaifu I ·
Kaifu II ·
Miyazawa ·
Hosokawa ·
Hata ·
Murayama ·
Hashimoto I ·
Hashimoto II ·
Obuchi ·
Mori I ·
Mori II ·
Koizumi I · 
Koizumi II ·
Koizumi III ·
Abe I ·
Y. Fukuda ·
Aso ·
Y. Hatoyama ·
Kan ·
Noda ·
Abe II ·
Abe III ·
Abe IV ·
Suga ·
Kishida I ·
Kishida II